# Kurtus indicus
Kurtus indicus är en fiskart som beskrevs av Bloch, 1786. Kurtus indicus ingår i släktet Kurtus och familjen Kurtidae. Inga underarter finns listade i Catalogue of Life.